# Ledrado
Ledrado es una localidad  de la provincia de Soria, partido judicial de Soria,  Comunidad Autónoma de Castilla y León, España. Pueblo de la comarca de  Tierras Altas que pertenece al municipio de Las Aldehuelas. Tiene una población de 4 habitantes (INE 2022).
Para la administración eclesiástica de la Iglesia católica, forma parte de la Diócesis de Osma la cual, a su vez, pertenece a la Archidiócesis de Burgos.

## Descripción
Situado sobre la falda sur occidental del cerro Ledrados, pudiéndose ver desde el mismo pueblo toda la cuerda de la Sierra de Montes Claros, sus pastizales y bosquetes de roble, acebales y pinares. Destaca el arroyo del Barrancazo, en una de sus orillas se encuentra un descansadero con el tramo central de la Cañada real en la cima de La Modorra.

## Fiestas
El 24 de junio, noche de San Juan.

### Comunicaciones
Localidad situada en la carretera provincial SO-P-1103 que partiendo de la autonómica SO-615 nos lleva en dirección oeste a Las Aldehuelas y a Santa Cruz de Yanguas, subiendo un desvío saliendo de Valloria.